# Lista över fornlämningar i Karlskoga kommun
Lista över fornlämningar i Karlskoga kommun är en förteckning av ett urval av de fornlämningar som finns i Karlskoga kommun.

## Karlskoga
| Namn                        | Lämningstyp  | Tillkomsttid | Historisk indelning | Plats | Läge                 | ID-nr          | Bild                                 |
| --------------------------- | ------------ | ------------ | ------------------- | ----- | -------------------- | -------------- | ------------------------------------ |
| Karlskoga 16:1              | Stensättning |              | Karlskoga, Värmland |       | 59.403466, 14.510492 | 10223900160001 | Ladda upp en bild av detta fornminne |
| Rövareberget (Hidinge 35:1) | Fornborg     |              | Karlskoga, Värmland |       | 59.280763, 14.735497 | 10223400350001 | Ladda upp en bild av detta fornminne |